# Euthalia ritsemae
Euthalia ritsemae är en fjärilsart som beskrevs av Hans Fruhstorfer 1907. Euthalia ritsemae ingår i släktet Euthalia och familjen praktfjärilar. Inga underarter finns listade i Catalogue of Life.